# Raquel Casas Agustí
Raquel Casas Agustí   (Vilanova i la Geltrú, 3 de febrer de 1974) és una poetessa i professora de llengua i literatura. És llicenciada en Filologia Hispànica i doctora en Literatura Espanyola del s. XX.
Ha publicat diversos llibres de poesia: Astrolabi (El Cep i la Nansa, 2006), Les randes del Paradís (Editorial Moll, 2007), La dona bilingüe (Viena Edicions, 2008), Estimar Nick Kamen (El Cep i la Nansa, 2020) i Vessar el càntir (Viena Edicions, 2020). La seva producció poètica ha estat guardonada amb els premis: Vila de Lloseta 2007, Betúlia de Poesia de Badalona 2008, Correlletres de Cassà de la Selva 2019, Josep M. López-Picó de Vallirana 2019, Joan Alcover Ciutat de Palma 2019. També ha escrit narrativa, Que no torni i altres contes (2008), recull que li valgué el premi de Narrativa Curta per Internet (Premis Literaris Ciutat de Tarragona 2007). El 2012 guanyà el premi de narrativa breu Can Jeroni, amb el conte El joc. L'any 2018 publicà Balcons que escupen mitges, un conjunt de més de setanta relats breus i críptics. És autora del bloc “Llengua de gat” que va rebre el Premi a millor bloc de literatura l'any 2016.
Ha estat professora a l'Institut Montgròs de Sant Pere de Ribes i actualment és professora de llengua i literatura a l'INS Dolors Mallafré i Ros de Vilanova i la Geltrú. Com a professora, ha estat guardonada amb el Premi Lletra a la millor experiència didàctica d'ensenyament–aprenentage de la Fundació Prudenci Bertrana (2019) amb Booktrailers, del paper a la pantalla.

## Obres[10]
- Astrolabi. Vilanova i la Geltrú : El Cep i la Nansa, 2006
- Les randes del paradís. Palma : Moll, 2007[11]
- La dona bilingüe. Barcelona : Viena, 2008
- Balcons que escupen mitges. Vilanova i la Geltrú : El Cep i la Nansa, 2018
- Estimar Nick Kamen. Vilanova i la Geltrú : El Cep i la Nansa, 2020[6]
- Vessar el cantir. Barcelona : Viena edicions, 2020[5][12]

## Premis
- 2007: Premi de narrativa curta per Internet Premis Literaris Ciutat de Tarragona, per Que no torni[8]
- 2007: Premi Vila de Lloseta, per Les randes del paradís[11]
- 2008: Premi Betúlia de poesia - Memorial Carme Gasch. Premis Literaris Ciutat de Badalona, per La dona bilingüe
- 2012: Premi de narrativa breu Can Jeroni d'Eivissa, per El joc[8]
- 2019: Premi Lletra a la millor experiència didáctica d'ensenyament – aprenentage de la Fundació Prudenci i Bertrana per Booktrailers, del paper a la pantalla[9]
- 2019: Premi Josep M. López-Picó de Vallirana, per Vessar el càntir[5]
- 2019: Premi Alcover de poesia Ciutat de Palma, per Estimar Nick Kamen[6]
- 2023: Premi de Novel·la Breu Ciutat de Mollerussa, per Glitch
- 2023: Premi València en la categoria de poesia en valencià, per Contracció[13]
- 2023: Premi Joaquim Ruyra, per Ferida